# Akulturacija
Akulturacija (eng. acculturation) opisuje asimilacijski proces u kojim se mogu nalaziti doseljenici koji primaju kulturu zemlje u čijim okruženju se nalaze. Općenito, pojam se odnosi na mlade ljude u razdoblju adolescencije.

Opisuje se i kao proces gubljenja obilježja uvriježene kulture, preuzimanje pojedinosti i svojstava druge kulture, promjena u kulturi kao rezultat dodira s drugom kulturom, osobito jače materijalne moći.